# 孔荂
孔荂（？—？），奉圣侯孔迈之子，孔子后裔，代次不详。
孔迈死后，孔荂继承了奉圣侯，后因有罪，失去了爵位。后世孔子世家谱，没有孔荂，孔继涑分析说，可能是北魏孔灵珍被封为崇圣侯之后，尊自己的四代祖先孔抚、孔懿、孔鲜、孔乘为嫡裔，而正史记载的东晋南朝所封的数人，子孙不嗣，家乘失传。
| 前任： 孔迈 | 刘宋奉圣亭侯 ？ | 繼任： 不详，北朝有崇圣侯孔灵珍 |